# Victoriano Sánchez Latas
Victoriano Sánchez Latas, nacido en Guntín, en la parroquia de San Lorenzo de Villamayor de Negral, el 19 de noviembre de 1852 y fallecido en Lugo el 15 de marzo de 1927, fue un abogado, político y terrateniente gallego.

## Carrera

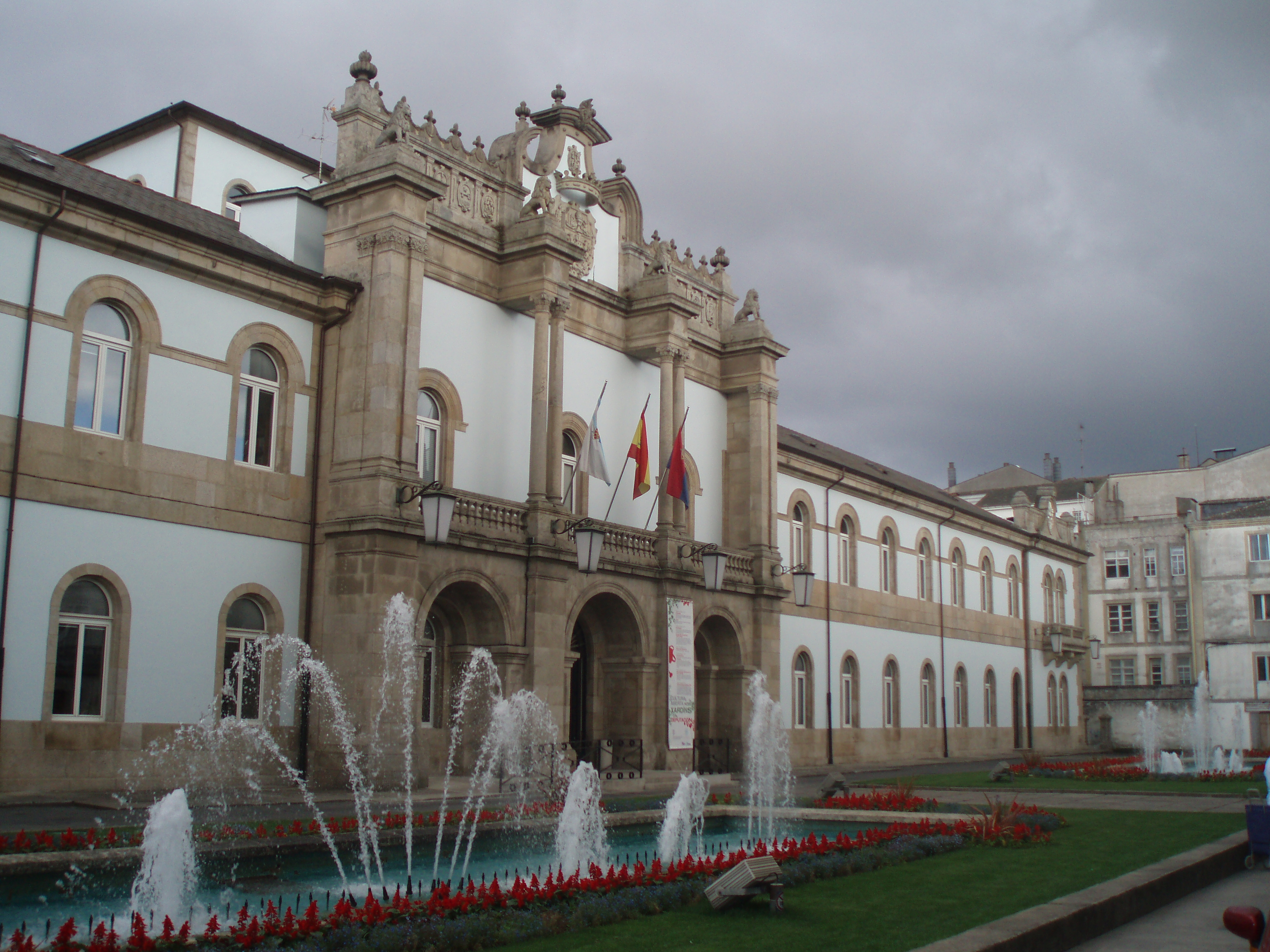
Diputación Provincial de Lugo

Realizó sus estudios secundarios en el Instituto de Lugo. Licenciado en Derecho por la Universidad de Santiago de Compostela (1874). Ejerció la abogacía en Mondoñedo y Lugo. Obtuvo la plaza de registrador de la propiedad por oposición (1877) y trabajó en Becerreá (1880), Mondoñedo (1885), Lugo (1887),  Andalucía, Burgos, Cataluña y Madrid, donde se jubiló. Comisario Regional de Fomento de Lugo, fue presidente de la Federación Agraria Católica Diocesana y presidente del consejo directivo de la Editorial Católica Lucense, editora de La Voz de la Verdad. Durante la dictadura de Primo de Rivera fue nombrado diputado provincial de la Diputación Provincial de Lugo, elegido vicepresidente y designado presidente el 1 de abril de 1925. Fue jefe provincial de la Unión Patriótica. Fue también miembro correspondiente de la Real Academia Gallega y presidente del Círculo de las Artes de Lugo (1924). Participó destacadamente en el descubrimiento arqueológico de Santa Eulalia de Bóveda, junto a su hijo Luis Sánchez Arrieta. Falleció repentinamente en Lugo el 15 de marzo de 1927.

## Vida personal

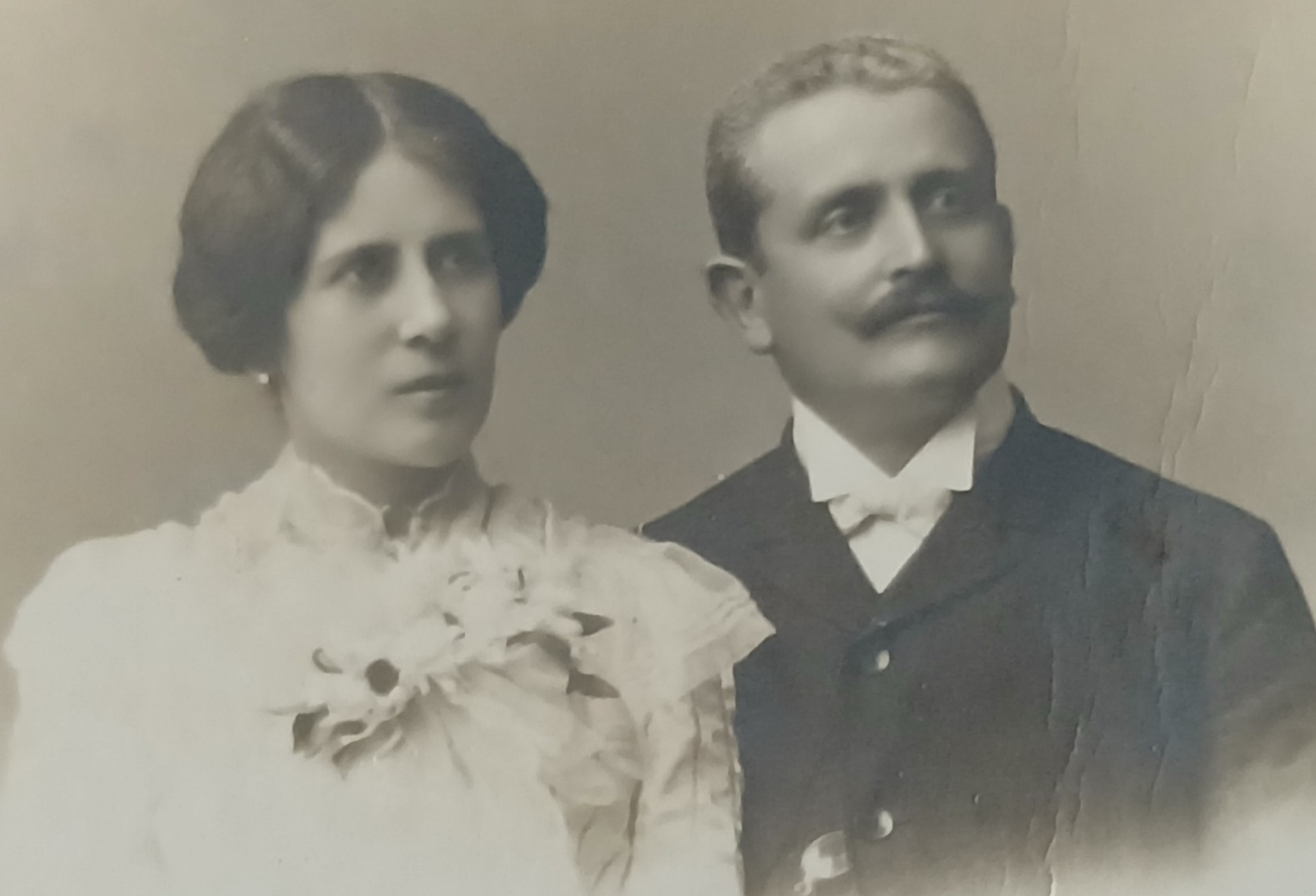
Victoriano Sánchez Latas y Petra Arrieta.

Hijo de José Sánchez Jubón y Teresa Latas Valcarce, quedó huérfano de madre a los 15 años. Casó en Ferreira de Pallares con Petra Arrieta Fernández, hija del constructor Manuel Arrieta y Arrieta y de Rosa Fernández, en 1890. Fueron padres de Luis, María Teresa y María de las Mercedes Sánchez Arrieta. En Lugo tuvieron su residencia en la calle de la Cruz.